# Richard Jeřábek
Richard Jeřábek (14. května 1931 Rožnov pod Radhoštěm – 14. října 2006 Palermo, Itálie) byl český etnolog a pedagog na Masarykově univerzitě v Brně.

## Životopis
Po absolvování gymnázia ve Valašském Meziříčí studoval historii na Masarykově univerzitě v Brně, které zůstal věrný po celý život. Promoval roku 1955, roku 1963 se stal docentem, v roce 1968 profesorem. Za svůj život byl velmi produktivní, napsal mnoho knih a byl aktivním přispěvatelem do odborných časopisů a členem mnoha odborných rad. Zemřel během dovolené na Sicilii.
Manželka Alena a dcera, taktéž Alena, jsou také historičkami a vyučují na univerzitě v Brně.